# Генри, Озарк
Пит Хендрик Флоран Годдар (англ. Ozark Henry; 29 апреля 1970, Кортрейк, Бельгия) — бельгийский певец, композитор, аранжировщик, более известный под псевдонимом Генри Озарка.
Первый альбом Озарка Генри, I’m Seeking Something That Has Already Found Me, был авангардистским. Третий альбом, Birthmarks, считается переходным между экспериментальной музыкой и поп-музыкой с очевидным влиянием классической музыки. В нём используются, например, смычковые и духовые инструменты.
Идею псевдонима «Озарк Генри» Годдэр почерпнул в названии платo Озарк в одной из горных систем Соединённых Штатах, которое упоминалось в книге «Джанки» Уильяма Берроуза.
Годдэр сам записывает, аранжирует и выпускает музыкальные альбомы, так как он хочет сам контролировать весь процесс создания альбома от начала до конца. Таким образом он может наилучшим образом передать звучание, которое кажется ему максимально близким его замыслу. Он также записал несколько саундтреков, в том числе саундтрек к экранизации детского романа Теи Бекман «Крестоносец в джинсах». Наряду с оригинальным творчеством, он также выпускает альбомы других артистов.

## Биография
Пит Годдар — сын классического композитора и «джазмена» Норберта Годдара. Отец побуждал его к занятиям музыкой, и в возрасте шести лет Пит начал играть на фортепьяно и на саксофоне. Он бросил занятия музыкой, когда ему было 13 лет, и начал изучать современное искусство, получая параллельно среднее образование со стандартными курсами математики, латыни и древнегреческого языка.
В 1986 году он получил в подарок на день рождения свою первую гитару и вместе с братом Яном создал группу «Church of the Nemesis». Через один месяц из группы ушёл солист и новым вокалистом стал Пит Годдар. Пит Годдар играл и в других местных группах. Когда он выступал в составе рэп-группы «Word» своего брата Яна, их песня Henry Man-She стала хитом в 1994.

## Сольная карьера (1996—2001)
Первый альбом Годдара I’m Seeking Something That Has Already Found Me вышел в 1996-г. На этой записи уже хорошо заметен характерный хрипловатый голос Озарка. Альбом получил хорошие оценки критиков, журналистов и других музыкантов, в частности Дэвида Боуи. Однако коммерческого успеха он не добился. В тот период он писал тексты и музыку в основном для других артистов.
После совместных выступлений с бельгийской группой Hooverphonic, он начал самостоятельно гастролировать в Бельгии.

## На пике карьеры (2001—2007)
Благодаря второму синглу «Sweet Instigator», альбом 2002 года «Birthmarks» стал коммерчески успешным. Озарк получил три премии oт Жюри Фламандской музыкальной премии Zamu Awards. Озарк Генри выступал на многих фестивалях, в том числе на известном бельгийском фестивале Rock Werchter, где он выступил вместе с Тутсом Тилемансом, известным бельгийским джазовым музыкантом. Он выступил композитором музыкальной и визуальной пьесы A Change Of Light, созданной Одри Рили (известной по группам Coldplay, Muse, Moloko и The Smiths).
В 2004 году Озарк Генри записал и выпустил новый альбом, озаглавленный The Sailor Not The Sea. Альбом стал очень популярным и коммерчески успешным. Альбом был также издан во Франции на звукозаписывающей компании Яна Тирсена. Озарк Генри также помогал в организации показов мод Дриса Ван Нотена в Париже. Для демонстрации мужской коллекции он сочинил особенный вариант пьесы La Donna È Mobile. Для коллекции женской моды он аранжировал песню Every Breath You Take.
Озарк Генри в 2005 году повторно выступил на фестивале Rock Werchter и на другом большом бельгийском фестивале Pukkelpop. В 2005-м он также участвовал в телевизионном благотворительном спектакле в пользу жертв землетрясения в Индийском океане в декабре 2004 года.
11 сентября появился новый альбом The Soft Machine. До даты выпуска уже 26 000 экземпляров были проданы в Бельгии. Альбом в итоге разошёлся тиражом 40 000 штук.
В 2006 был издан саундтрек к фильмy «Крестоносец в джинсах», в который вошли несколько песен Озарка Генри.

## Hvelreki (2007-)
В 2007 вышел саундтрек к бельгийскому документальному фильму Стейна Конинкса «To Walk Again» о парализованном триатлонисте Марке Герремансе. Премьера фильма состоялась 25 aпреля. Генри Озарк также помогал в записи песни Little Clouds артиста DeLaVega на альбоме The Day After.
В 2008 он выступал в Берлине, Париже и Нью-Йорке. В 2008 Озарк переехал в Париж, чтобы работать в музыкальных проектах и выступать во Франции. В начале 2009 года он уехал в США, в Нью-Йорк, чтобы писать новые песни вместе с американскими артистами. После он уехал в Берлин, где работает до сих пор. 29 мая 2009 года вышел сингл Remains. Следующий альбом был записан в Альбуньуэласе, Гранаде, в Space Mountain Studios. Альбом Hvelreki вышел в свет в 2010.
В 2015 году выходит новый альбом Paramount, в котором известные песни Озарка исполняются под аккомпанемент 90 музыкантов Национального оркестра Бельгии.